# Masakry hamidiańskie
Masakry hamidiańskie (orm. Համիդյան ջարդեր, tur. Hamidiye Katliamı, fr. Massacres hamidiens), określane również jako masakry Ormian z lat 1894–1897 – masakry Ormian w Imperium Osmańskim, które miały miejsce w połowie lat 90. XIX wieku. Szacunki w liczbie ich ofiar wahają się od 80 tys. do 300 tys., w wyniku czego osieroconych zostało 50 000 dzieci. Masakry zostały nazwane „na cześć” sułtana Abdülhamida II, który w swoich działaniach na rzecz utrzymania mocarstwowej pozycji upadającego Imperium Osmańskiego ponownie uznał panislamizm za ideologię państwową. Chociaż masakry wymierzone były głównie w Ormian, w niektórych przypadkach zamieniły się one w systematyczne, antychrześcijańskie pogromy, takie jak masakra w Diyarbakır, w której, przynajmniej według jednego współczesnego źródła, zginęło także do 25 tys. Asyryjczyków.
Masakry rozpoczęły się w 1894 roku, lecz do największej eskalacji mordów doszło w latach 1895–1896. Sytuacja zaczęła się uspokajać w 1897 roku, po międzynarodowym potępieniu działań Abdülhamida. Najostrzejsze środki skierowano przeciwko długo prześladowanej społeczności ormiańskiej, która domagała się reform społecznych i lepszego traktowania ze strony rządu. Ofiarą masakr padali Ormianie w każdym wieku i obojga płci. Stało się to w czasie, gdy telegraf mógł już rozpowszechniać wiadomości po całym świecie, dlatego masakry hamidiańskie były szeroko komentowane w mediach Europy Zachodniej i Ameryki Północnej, co przyczyniło się do znacznego pogorszenia wizerunku Turcji na arenie międzynarodowej.

## Tło wydarzeń
Początki wrogości wobec Ormian leżały w coraz bardziej niepewnej sytuacji, w jakiej znajdowało się Imperium Osmańskie w ostatnich dekadach XIX wieku. Koniec panowania osmańskiego na Bałkanach zapoczątkował epokę europejskich nacjonalizmów i dążenie do samostanowienia przez wiele narodów długo pozostających pod panowaniem osmańskim. Ormianie w Imperium Osmańskim, którzy przez długi czas byli uważani za obywateli drugiej kategorii, zaczęli w połowie lat 60. i na początku lat 70. XIX wieku domagać się reform społecznych i lepszego traktowania ze strony rządu. Naciskali na zaprzestanie uzurpacji ziemi, „grabieży i mordów w miastach ormiańskich przez Kurdów i Czerkiesów, nieprawidłowości w poborze podatków, przestępczych zachowań urzędników państwowych i odmowy przyjmowania chrześcijan jako świadków w procesach sądowych”. Żądania te zostały zlekceważone przez rząd centralny. Kiedy rodzący się nacjonalizm rozprzestrzenił się wśród Ormian w Anatolii, obejmując żądania równych praw i dążenia do autonomii, przywódcy osmańscy doszli do wniosku, że islamski charakter ich państwa, a nawet samo jego istnienie, są zagrożone.

### Kwestia ormiańska
Połączenie rosyjskich sukcesów militarnych w niedawnej wojnie rosyjsko-tureckiej, wyraźnego osłabienia Imperium Osmańskiego w różnych sferach, w tym finansowej (Turcja bardzo ucierpiała w wyniku tzw. paniki z 1873 roku), terytorialnej (wspomnianej powyżej) i nadziei wśród niektórych Ormian na to, że pewnego dnia całe terytorium zamieszkane przez Ormian może być rządzone przez chrześcijańską Rosję, doprowadziło do nowego niepokoju wśród Ormian mieszkających w Imperium Osmańskim. Ormianie wysłali delegację pod przewodnictwem Mkrticza Chrimiana na kongres berliński w 1878 roku, aby lobbował u mocarstw europejskich uwzględnienie odpowiedniego zabezpieczenia dla jego rodaków w ostatecznym porozumieniu pokojowym. Sułtan nie był jednak gotów zrzec się żadnej władzy. Abdülhamid uważał, że nieszczęścia Imperium Osmańskiego wynikają z „niekończących się prześladowań i wrogości świata chrześcijańskiego”. Postrzegał osmańskich Ormian jako przedłużenie tej zagranicznej wrogości, środek, za pomocą którego Europa mogła „dostać się do naszych najważniejszych miejsc i wyrwać nam wnętrzności”. Turecki historyk i biograf Abdülhamida, Osman Nuri zauważył: „Samo wspomnienie słowa «reforma» irytowało go [Abdülhamida], pobudzając jego zbrodnicze instynkty”. Słysząc o wizycie delegacji ormiańskiej w Berlinie w 1878 roku, sułtan z goryczą ocenił: „Taka wielka zuchwałość [...] Taka wielka zdrada wobec religii i państwa [...] Niech zostaną przeklęci przez Boga”. Chociaż przyznał, że niektóre z ich skarg były dobrze uzasadnione, Abdülhamid przyrównał Ormian do „płaczek pogrzebowych, które udają ból, którego nie czują; są zniewieściałymi i tchórzliwymi ludźmi, którzy chowają się pod spódnicami wielkich mocarstw i płaczą z byle powodu”.

### Hamidije

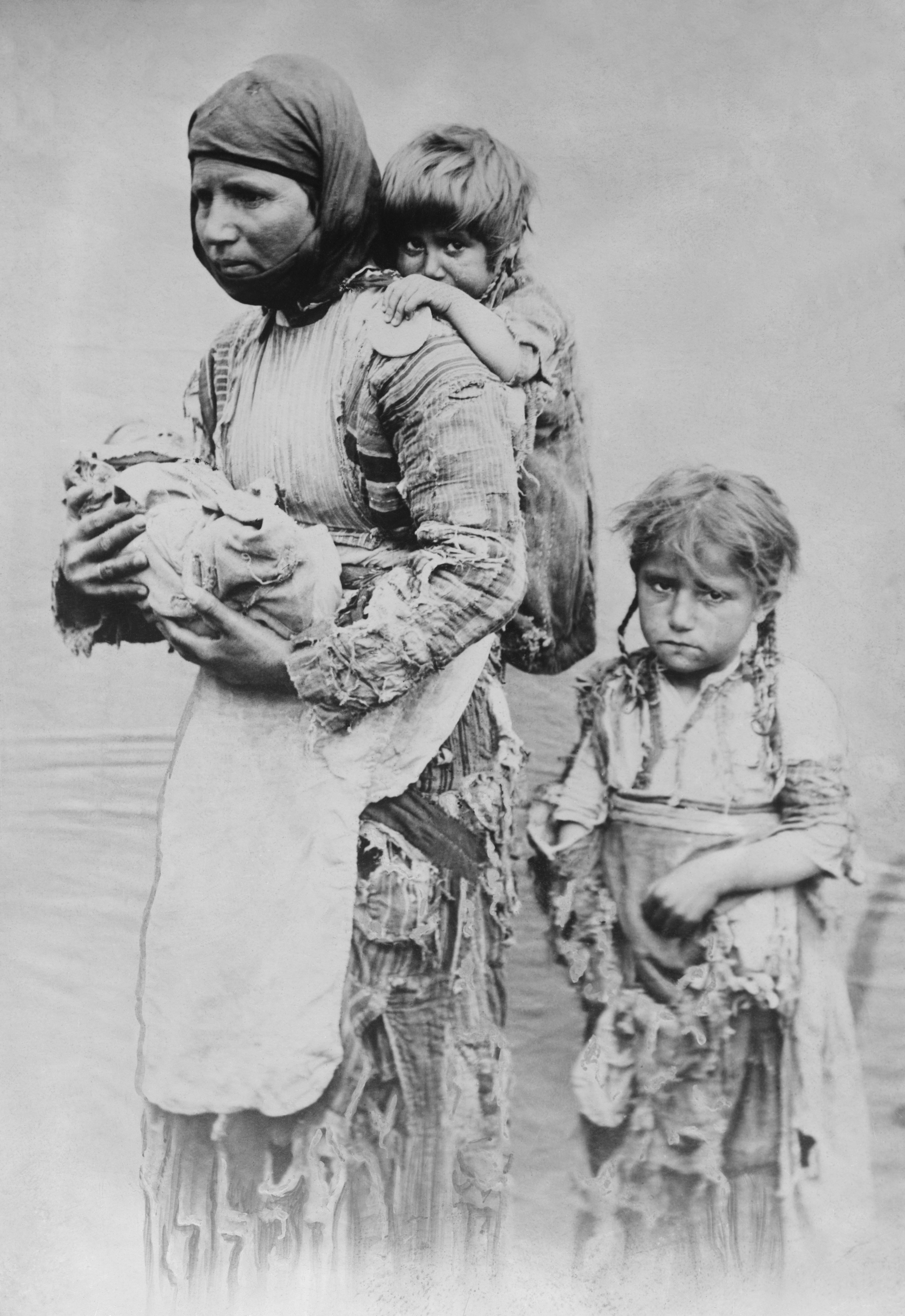
Ormianka i jej dzieci, którzy stali się uchodźcami podczas masakr hamidiańskich i pokonując bardzo duże odległości, szukali pomocy u zagranicznych, chrześcijańskich misjonarzy

Postanowienia dotyczące reformy prowincji ormiańskich zawarte w art. 61 traktatu berlińskiego (1878) ostatecznie nie zostały wdrożone, a zamiast tego nastąpiły dalsze represje. Zbiorowe notatki wysłane 2 stycznia 1881 roku przez mocarstwa europejskie przypominające sułtanowi o obietnicach dokonania reformy nie skłoniły go do działania. Wschodnie prowincje Imperium Osmańskiego były historycznie niepewne; kurdyjscy rebelianci bezkarnie atakowali mieszkańców miast i wsi. W latach 1890–1891, kiedy imperium było albo zbyt słabe i zdezorganizowane, albo niechętne do powstrzymania tych napaści, sułtan Abdülhamid nadał kurdyjskim bandom półoficjalny status. Złożone głównie z plemion kurdyjskich, ale także z etnicznych Turków, Juruków, Arabów, Turkmenów i Czerkiesów, uzbrojone przez państwo, zaczęły być nazywane Hamidije Alajlari („Pułki Hamidiańskie”). Bandyci z Hamidije otrzymali wolną rękę w atakowaniu Ormian, konfiskowaniu ich zapasów zboża, żywności i wypędzaniu zwierząt gospodarskich, przekonani, że unikną kary, ponieważ byli poddani wyłącznie sądom wojskowym. W obliczu takich nadużyć i przemocy Ormianie utworzyli organizacje rewolucyjne, a mianowicie Socjaldemokratyczną Partię Hunczaków (których członków zwano hunczakami; założona w Szwajcarii w 1887 roku) i Armeńską Federację Rewolucyjną (nazywaną dasznakami, założoną w 1890 roku w rosyjskim wówczas Tyflisie) . Pierwsze starcia i niepokoje społeczne nastąpiły w 1892 roku w Merzifonie oraz w 1893 roku w Tokacie.

### Obrona Sasun
W 1894 roku sułtan zaczął atakować ludność ormiańską, stając się prekursorem masakr hamidiańskich. Prześladowania te wzmocniły nastroje nacjonalistyczne wśród Ormian. Pierwsza godna uwagi bitwa ormiańskiego ruchu oporu miała miejsce w mieście Sasun. Aktywiści partii hunczaków, tacy jak Mihran Damadian, Hamparcum Bojadżian, czy Hrair Dżochk, zachęcali do oporu przeciwko podwójnemu opodatkowaniu i innym osmańskim prześladowaniom, natomiast dasznacy uzbroili ludność regionu. Ormianie stawili czoła armii osmańskiej i kurdyjskim siłom nieregularnym pod Sasun, ostatecznie ulegając przewadze liczebnej i tureckim zapewnieniom o amnestii (której nigdy nie udzielono).
W odpowiedzi na opór w Sasun, gubernator Muş zareagował, podżegając miejscowych muzułmanów przeciwko Ormianom. Historyk Patrick Balfour pisze, że tego rodzaju masakr często dokonywano, gromadząc muzułmanów w miejscowym meczecie i twierdząc, że celem Ormian było „uderzenie w islam”. Sułtan Abdülhamid wysłał w teren armię osmańską, a także kolejne, uzbrojone grupy kurdyjskich sił nieregularnych. Przemoc rozprzestrzeniła się po całym kraju i dotknęła większość ormiańskich miast w Imperium Osmańskim.

## Masakry

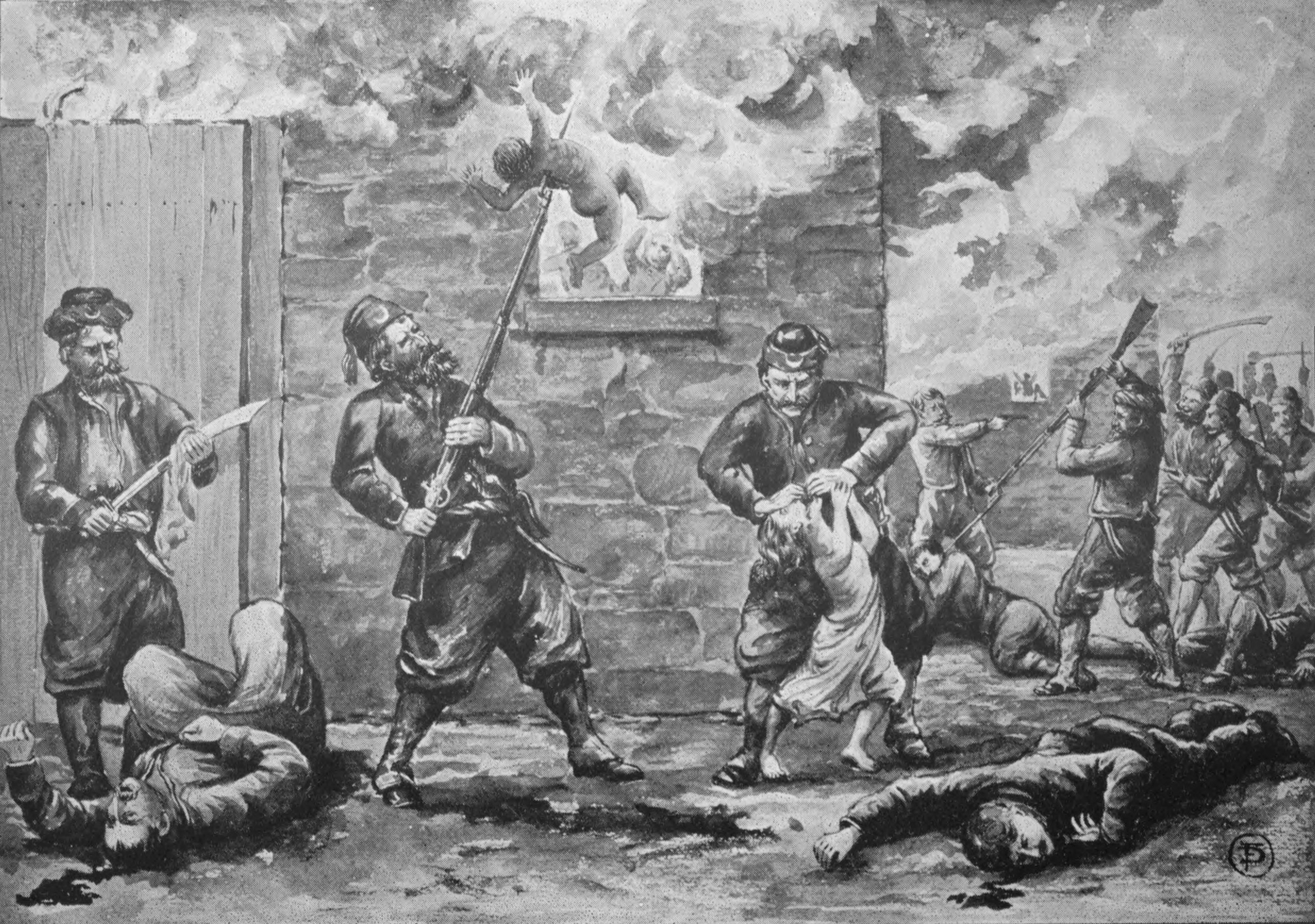
Szkic wykonany przez naocznego świadka masakr hamidiańskich

Wielkie mocarstwa europejskie (Wielka Brytania, Francja i Rosja) w październiku 1895 roku zmusiły Abdülhamida do podpisania nowego pakietu reform, mającego na celu ograniczenie uprawnień Hamidije, który, podobnie jak traktat berliński, nigdy nie został wdrożony. 1 października 1895 roku dwa tysiące Ormian zebrało się w Konstantynopolu, aby złożyć petycję w sprawie wprowadzenia reform, lecz jednostki policji osmańskiej zaatakowały wiec i brutalnie go rozbiły. Po otrzymaniu pakietu reform sułtan podobno powiedział: „Ta sprawa skończy się rozlewem krwi”.

Wkrótce w Konstantynopolu rozpoczęły się masakry Ormian, które następnie pochłonęły resztę zamieszkałych przez Ormian wilajetów: Bitlis, Diyarbakır, Erzurum, Mamuret-ul-Aziz, Sivas, Trebizond i Wan. Tysiące Ormian zginęło z rąk swoich muzułmańskich sąsiadów i żołnierzy armii osmańskiej, a znacznie więcej zginęło podczas mroźnej zimy 1895–96. William Sachtleben, amerykański dziennikarz, który akurat przebywał w Erzurum po masakrze w 1895 roku, opisał makabryczną scenę, na którą się natknął, w długim liście do „The Timesa”: 

To, co ja sam widziałem tego piątkowego popołudnia [1 listopada], na zawsze wyryło mi się w pamięci jako najstraszniejszy widok, jaki może zobaczyć człowiek. Poszedłem z jednym z kawasów [strażników] poselstwa angielskiego, żołnierzem, moim tłumaczem i fotografem (Ormianinem) na cmentarz gregoriański [tj. ormiański apostolski] [...] Wzdłuż ściany na północy, w rzędzie o szerokości 6 m i długości 46 m leżało 321 martwych ciał zmasakrowanych Ormian. Wielu było torturowanych i okaleczonych. Widziałem jednego człowieka z twarzą całkowicie zmiażdżoną ciosem jakiejś ciężkiej broni po tym, jak został zabity. Widziałem ludzi z szyjami prawie odciętymi przez cięcie mieczem. Widziałem takiego, którego cała klatka piersiowa została oskórowana, przedramiona miał odcięte, a ramię zostało pozbawione skóry. Zapytałem, czy zrobiły to psy. „Nie, Turcy zrobili to swoimi nożami”. Kilkanaście ciał zostało w połowie spalonych. Wszystkie zwłoki zostały ograbione ze wszystkich ubrań, z wyjątkiem bawełnianej bielizny […] Bycie zabitym w bitwie przez odważnych ludzi to jedno; być zarżniętym przez tchórzliwych, uzbrojonych żołnierzy z zimną krwią, pozostając całkowicie bezbronnym, to inna sprawa

Francuski wicekonsul w Diyarbakır, Gustave Meyrier, opowiedział ambasadorowi Paulowi Cambonowi historie o napaściach i zabójstwach ormiańskich kobiet i dzieci oraz opisał napastników jako „równie tchórzliwych, jak okrutnych. Odmówili ataku na miejsca, gdzie ludzie się bronili, a zamiast tego skoncentrowali się na bezbronnych dzielnicach”. Najgorsze okrucieństwo miało miejsce w Urfie, gdzie wojska osmańskie spaliły katedrę ormiańską, w której schroniło się 3000 Ormian, i strzelały do każdego, kto próbował uciec.
Prywatny pierwszy sekretarz Abdülhamida napisał w swoich wspomnieniach o sułtanie, że „zdecydował się prowadzić politykę surowości i terroru wobec Ormian, i aby odnieść sukces w tym względzie, wybrał metodę zadawania im ciosu gospodarczego [...] Nakazał im [swoim współpracownikom] absolutnie unikać negocjowania lub omawiania czegokolwiek z Ormianami i zadać im decydujący cios w celu wyrównania rachunków”.
Zabójstwa trwały do 1897 roku. Wówczas Abdülhamid ogłosił zamknięcie „kwestii ormiańskiej”. Wielu ormiańskich rewolucjonistów zostało zabitych lub uciekło do Rosji. Rząd osmański izolował lokalne społeczności ormiańskie i ograniczył ormiańskie ruchy polityczne. Podczas masakr zaatakowano także niektóre inne grupy etniczne. Z francuskiej korespondencji dyplomatycznej wynika, że Hamidije dokonali rzezi nie tylko Ormian, ale także Asyryjczyków mieszkających w Diyarbakır, Hasankeyf, Sivas i innych częściach Anatolii.

## Liczba ofiar śmiertelnych

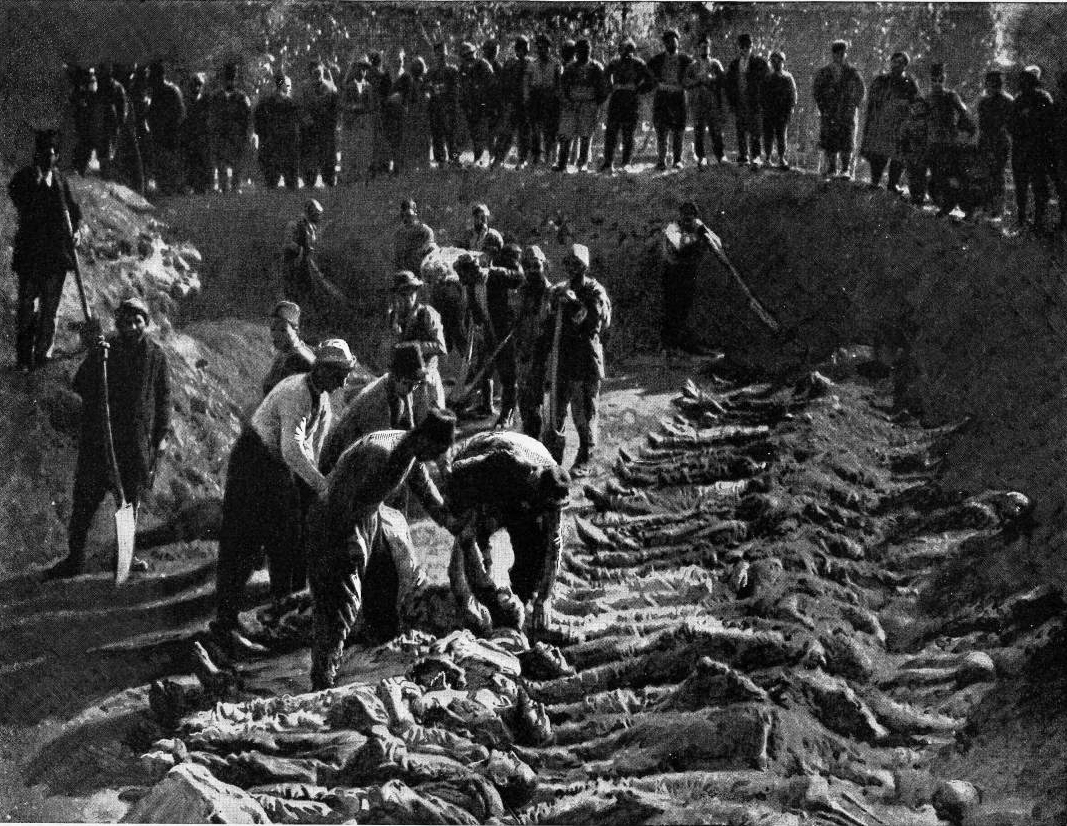
Zamordowani Ormianie chowani w zbiorowej mogile na cmentarzu w Erzurum

Nie da się dokładnie ustalić, ilu Ormian zginęło, chociaż szacunki historyków wahają się pomiędzy 80 tys., a 300 tys.
Niemiecki pastor Johannes Lepsius skrupulatnie zebrał dane na temat masakr i w swoich obliczeniach doszedł do liczby 88 243 zamordowanych Ormian, 546 tys. skazanych na ubóstwo, 2493 zniszczonych wiosek, z których to 456 mieszkańców zostało przymusowo nawróconych na islam oraz 649 sprofanowanych kościołów i klasztorów, z których 328 zamieniono na meczety. Oszacował również liczbę 100 tys. kolejnych zgonów wśród Ormian z powodu głodu i chorób, co pozwalałoby skalkulować łączną liczbę ofiar śmiertelnych na prawie 200 tys. 
Ambasador Wielkiej Brytanii oszacował, że tylko do początku grudnia 1895 roku zginęło 100 tys. osób. Jednak masakry trwały jeszcze w 1896 i 1897 roku. Pracownik niemieckiego MSZ-u i turkolog Ernst Jäckh twierdził, że 200 tys. Ormian zostało zabitych, 50 tys. wydalonych, a milion ormiańskich domów splądrowanych i ograbionych. Podobną liczbę przytoczył francuski historyk i dyplomata Pierre Renouvin, który twierdził, że zginęło i zmarło 250 tys. Ormian, na podstawie uwierzytelnionych dokumentów, z którymi miał styczność podczas pełnienia obowiązków dyplomatycznych.

## Reakcje za granicą
Wieści o masakrach Ormian w Imperium Osmańskim były szeroko omawiane w Europie i Stanach Zjednoczonych oraz  spotkały się z ostrymi reakcjami ze strony rządów innych państw, organizacji humanitarnych i prasy . Brytyjskie gazety drukowane i ilustrowane regularnie opisywały masakry, a popularny tygodnik „Punch” opublikował dziesiątki szkiców ilustrujących rzeź. Ponadto historyk Leslie Rogne Schumacher zauważył, że masakry „odzwierciedlały i wpływały na zmieniający się świat europejskich stosunków międzynarodowych” w latach poprzedzających I wojnę światową, osłabiając stosunki Wielkiej Brytanii z Imperium Osmańskim i wzmacniając brytyjskie więzi z Rosją.
Ambasador Francji opisał Turcję jako „dosłownie stojącą w płomieniach”, z „masakrami [dziejącymi się] wszędzie” i mordowaniem wszystkich chrześcijan „bez różnicy”. Francuski wicekonsul oświadczył, że Imperium Osmańskie „stopniowo unicestwia element chrześcijański”, „dając kurdyjskim wodzom carte blanche, aby robili, co im się podoba, aby wzbogacali się kosztem chrześcijan i zaspokajali zachcianki swoich ludzi”.

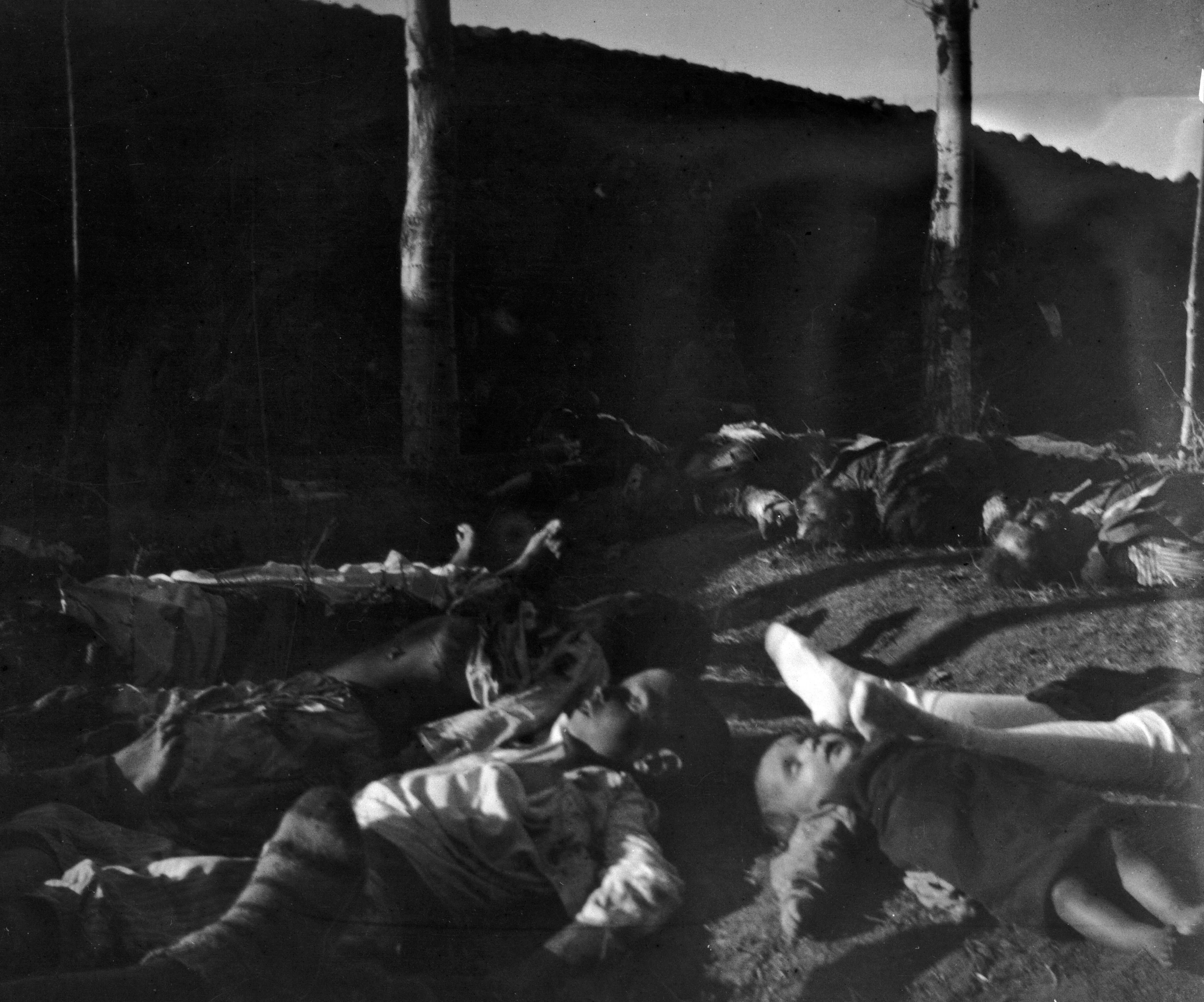
Ormiańskie dzieci zamordowane w czasie masakr hamidiańskich, oczekujące na pochówek na cmentarzu ormiańskim w Erzurum, 1895

Jeden z nagłówków artykułu w „The New York Timesie” z września 1895 roku brzmiał Ormiański holokaust, podczas gdy pismo „Catholic World” oświadczyło: „Wszystkie perfumy Arabii nie są w stanie umyć rąk Turcji na tyle czysto, aby były zdolne dłużej trzymać stery władzy choćby ponad jednym calem chrześcijańskiego terytorium”. Reszta amerykańskiej prasy wezwała władze do podjęcia działań w celu pomocy Ormianom i usunięcia, „jeśli nie przez działania polityczne, to poprzez użycie noża [...] zapalnego miejsca Imperium Tureckiego. Król Belgii Leopold II powiedział brytyjskiemu premierowi Robertowi Salisbury’emu, że jest gotów wysłać swoje wojska kolonialne z Kongo Belgijskiego w celu „najechania i zajęcia” Armenii. Masakry były ważnym punktem retoryki prezydenta Stanów Zjednoczonych Grovera Clevelanda, a w swoim programie opublikowanym w 1896 roku ówczesny kandydat Republikanów na prezydenta William McKinley wymienił ratowanie Ormian jako jeden ze swoich głównych priorytetów w polityce zagranicznej. Amerykanie przebywający w Imperium Osmańskim, tacy jak George Washburn, rektor Robert College w Konstantynopolu, naciskali na swój rząd, aby podjął konkretne działania. W grudniu 1900 roku amerykański pancernik USS „Kentucky” zawinął do portu Smyrna, gdzie jego kapitan, „Red Bill” Kirkland, przekazał miejscowemu gubernatorowi następujące ostrzeżenie, nieco złagodzone przez jego tłumacza: „Jeśli te masakry będą kontynuowane, będę zaskoczony, jeśli któregoś dnia nie zapomnę o swoich rozkazach [...] i znajdę pretekst, aby rozwalić kilka tureckich miast. [...] Oskalpuję każdego, tureckiego sukinsyna, który ma włosy na głowie”. Natomiast Amerykanie pozostający przez ten czas w Stanach Zjednoczonych, tacy jak Julia Ward Howe, David Josiah Brewer, czy John D. Rockefeller, zebrali i przekazali duże sumy pieniędzy oraz zorganizowali pomoc humanitarną, która została skierowana do Ormian za pośrednictwem nowo utworzonego Amerykańskiego Czerwonego Krzyża. Inne grupy humanitarne i narodowej oddziały Czerwonego Krzyża pomagały, wysyłając pomoc pozostałym ocalałym, którzy umierali z powodu chorób i głodu.
W szczytowym momencie masakr, w 1896 roku, Abdülhamid próbował ograniczyć przepływ informacji napływających z Turcji („Harper's Weekly” został zakazany przez osmańskich cenzorów ze względu na obszerne relacje z masakr) i przeciwdziałać negatywnej prasie, werbując do pomocy życzliwych, zachodnich aktywistów i dziennikarzy. Przywódca syjonistyczny Theodor Herzl z entuzjazmem odpowiedział na osobistą prośbę Abdülhamida, by wykorzystać „żydowską władzę” w celu podważenia powszechnej sympatii odczuwanej wobec Ormian w Europie. Dzięki jego kontaktom pozytywne relacje z Imperium Osmańskiego były także publikowane w wielu europejskich gazetach i czasopismach, a sam Herzl bezskutecznie próbował pośredniczyć między sułtanem a armeńskimi działaczami partyjnymi we Francji, Wielkiej Brytanii, Austro-Węgrzech i innych krajach. Herzl przyznał, że układ z Abdülhamidem był tymczasowy, a swoje usługi świadczył w zamian za wypracowanie bardziej przychylnego stosunku władz osmańskich do syjonizmu. „Pod żadnym pozorem” – pisał – „Ormianie nie mogą się dowiedzieć, że chcemy ich użyć do zbudowania państwa żydowskiego”. Herzl przeklinał łaskę sułtana. Bernard Lazare opublikował list otwarty, w którym skrytykował Herzla i zrezygnował z członkostwa w Komitecie Syjonistycznym w 1899 roku. Jeden z przywódców Komitetu, których Herzl chciał zaciągnąć do współpracy, Max Nordau, odpowiedział mu jednowyrazowym telegramem o treści: „Nie”.

## Atak na Bank Osmański
Pomimo ogromnej sympatii społecznej, jaką odczuwano dla Ormian w Europie, żadne z mocarstw europejskich nie podjęło konkretnych działań, aby poprawić ich sytuację. Sfrustrowani tą obojętnością i brakiem działań, Ormianie z frakcji dasznaków aby zwrócić większą uwagę na masakry, 26 sierpnia 1896 roku zajęli zarządzany przez Europejczyków Bank Osmański. Chociaż ich żądania zostały odrzucone, a w Konstantynopolu rozpoczęła się nowa fala mordów, akt ten został pochwalony przez prasę europejską i amerykańską, która oczerniła Abdülhamida i przedstawiła go jako „wielkiego mordercę” i „krwawego sułtana”. Wielkie mocarstwa obiecały podjąć działania i egzekwować nowe reformy, chociaż nigdy nie przyniosły one skutku z powodu ich wzajemnie sprzecznych interesów politycznych i gospodarczych.

## Niedokładne raporty rządu osmańskiego

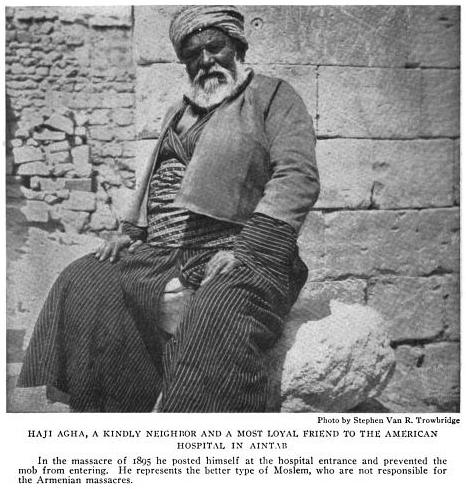
Hadżi Agha, muzułmanin, który podobno stał na straży przed szpitalem w Aintab, aby chronić go przed pogromem Ormian w 1895 roku

George Hepworth, wybitny dziennikarz końca XIX wieku, który podróżował przez osmańską Armenię w 1897 roku napisał książkę pt. Through Armenia on Horseback, w której omówił przyczyny i skutki masakr hamidiańskich. W jednym z rozdziałów Hepworth opisał rozbieżność pomiędzy rzeczywistym przebiegiem masakry w Bitlis, a oficjalnymi raportami przesłanymi do Wysokiej Porty. Po przedstawieniu osmańskiej wersji wydarzeń, która obarczyła winą wyłącznie Ormian z Bitlis, Hepworth napisał: 

To jest relacja z wydarzeń, która została przesłana do Yildiz, i zawiera ona wszystko, co sułtan chciałby, abyśmy o nich wiedzieli. To absolutnie nieprawdopodobna historia, a rozbieżności są grube jak liście w Valambrosa. Pozornie dokument wydaje się być nieprawdziwy, a przed ławą przysięgłych nie miałby żadnego znaczenia jako dowód. Jest on jednak niezmiernie ważny, bo próbuje być rzetelnym odwzorowaniem wydarzeń ostatnich kilku lat. To, że jest to fałszywa interpretacja, do tego stopnia, że można ją nazwać fabrykacją, staje się jasne, gdy spojrzy się na to po raz drugi, [...] a jednak pochodzi z oficjalnego dokumentu, który przyszły historyk przeczyta, gdy będzie chciał badać fakty dotyczące tych masakr

Oficjalne źródła osmańskie bagatelizowały lub przeinaczały liczbę ofiar śmiertelnych. Próbę celowego fałszowania danych odnotował ambasador Wielkiej Brytanii Phillip Currie w liście do premiera Salisbury'ego: 

Niedawno sułtan przesłał mi, a także moim kolegom, pilną wiadomość, zapraszającą sześciu przedstawicieli do odwiedzenia szpitali wojskowych i miejskich w celu zobaczenia na własne oczy liczby tureckich żołnierzy i cywilów, którzy zostali ranni podczas ostatnich zamieszek.
W związku z tym poprosiłem chirurga Tomlinsona z okrętu Jej Królewskiej Mości „Imogene”, aby w towarzystwie pana Blecha z Ambasady Jej Królewskiej Mości odwiedził szpitale [...]
Władze szpitali usiłowały przedstawiać im rannych chrześcijan jako muzułmanów. Na przykład, 112 pacjentów w szpitalu więziennym w Stambule [...] było przedstawianych jako muzułmanie, i tylko przez przypadek odkryto, że 109 z nich było chrześcijanami

## Historiografia
Niektórzy uczeni, tacy jak sowieccy historycy Mkrticz G. Nersisian, Ruben Sahakian i John Kirakosian, a także Jehuda Bauer oraz Benny Morris i Dror Ze'evi w swojej książce pt. The Thirty-Year Genocide podzielają pogląd, że masowe mordy z lat 1894–1896 były pierwszą fazą ludobójstwa Ormian . Większość badaczy ogranicza jednak to drugie wydarzenie ściśle do lat 1915–1923.